# Ny Østergade
Ny Østergade er en gade i Indre By i København, der går fra Østergade, en del af gågaden Strøget, i syd til Christian IX's Gade i nordvest. Gaden udgør sammen med de krydsende Grønnegade og Store Regnegade en af de mest eksklusive områder med butikker i København.

## Historie
Hvor den sydlige del af Ny Østergade ligger i dag, lå gennem flere århundreder smøgen Peder Madsens Gang med lejeboliger for de allerfattigste. Den var opkaldt efter Peder Madsen, der var oldermand for Københavns rodemestre i årene efter 1610, og som opførte nogle af bygningerne. Allerede senere i 1600-tallet blev det beskrevet som det værste slum i byen. Der var adgang til den gennem en port i Svaneapotekets bygning og fra Grønnegade.
I 1840'erne blev det for første gang foreslået at rydde området, men intet skete. I september 1872 nedsatte Københavns Borgerrepræsentation imidlertid et fællesudvalg, der skulle overveje, hvad der skulle gøres ved forholdene. Det modtog fire forslag, og det nydannede Kjøbenhavns Byggeselskab fik til opgave at sanere område. Den nye brede Ny Østergade mellem Østergade og Grønnegade stod færdig i 1876.
30 år efter kom turen til området nordvest for Grønnegade, der også blev omsat for en omfattende sanering. I den forbindelse gennembrød man blokken mellem Grønnegade og Store Regnegade til krydset med den blinde sidegade Lille Regnegade. Den blev nu en del af Ny Østergade og samtidig forlænget til Christian IX's Gade, der netop var blevet anlagt i 1906.

## Bygninger og beboere
Nr. 11 fra anden halvdel af 1700-tallet er en af de få bygninger, der er ældre end den nuværende gade. De fleste andre bygninger langs gaden stammer fra 1870'erne, hvor den første del blev anlagt. En del af dem blev tegnet af Ove Petersen og Vilhelm Dahlerup, så som nr. 5, 7 og 9. Andre bygninger som nr. 8, 10 og 12 blev tegnet af Ludvig Fenger.
Nr. 19-21, 23 og de to bygninger på hjørnerne af Christian IX's Gade (Ny Østergade 25/Christian IX's Gade 4-6 og Ny Østergade 34/Christian IX's Gade 8/Gothersgade 43) blev opført efter tegninger af Eugen Jørgensen i 1906-1910.
Svaneapotekets tidligere bygning (Ny Østergade 2-4/Østergade 18) er fra 1938 og blev tegnet af Bent Helveg-Møller.